# Baby Lemonade
«Baby Lemonade» — заглавный трек второго студийного альбома Сида Барретта, Barrett. «Baby Lemonade» наряду с другой песней «Gigolo Aunt», была записана поющим и играющим Барреттом на предварительно записанной минусовке. Соло было исполнено также Барреттом, а не Дэвидом Гилмором, как это часто отмечалось. Вступление на самом деле было просто разминкой Барретта на гитаре, которое Гилмор сумел записать и поместить в начале альбома, делая его похожим на вступление к песне. В 2007 году песня была включена в сборник различных исполнителей Harvest, A Breath of Fresh Air – A Harvest Records Anthology 1969–1974.

## Концертные исполнения
24 февраля 1970 года песня наряду с четырьмя другими (три песни, которые позже будут записаны для Barrett и одна из The Madcap Laughs) была исполнена и записана на радиошоу BBC. Позже эти пять песен были включены в миньон The Peel Session, а ещё позднее с тремя добавленными песнями (одной из которых была альтернативная версия «Baby Lemonade») из другого радиошоу BBC — в The Radio One Sessions.

## Участники записи
- Сид Барретт — вокал, акустическая и электрическая гитара
- Дэвид Гилмор — 12-струнная гитара, бас-гитара, продюсер
- Ричард Райт — орган Хаммонда, фортепиано, продюсер
- Джерри Ширли[англ.] — ударные

## Лирика
«Baby» — архаичный сленг пабов для полуразмерной бутылки миксера. Викторианские барменши понимали, что «Baby Lemonade» означает маленькую бутылочку лимонада.